# Il falco e la colomba (miniserie televisiva)
Il falco e la colomba è una miniserie televisiva composta da 6 episodi, interpretata tra gli altri da Giulio Berruti, Cosima Coppola e Anna Safroncik. La serie è ispirata al racconto La badessa di Castro di Stendhal.

## Trama
Albano 1526, circa. La baronessina Elena Campireali, dopo aver ricevuto una severa educazione nell'abbazia di Castro, è promessa in sposa al principe Savelli che in cambio, assicura l'investitura cardinalizia a Fabio, fratello di Elena. Elena tuttavia si innamora di Giulio Branciforte, mercenario al servizio del Cardinale Colonna, il quale vuole diventare Papa a tutti i costi.
Dopo una serie di peripezie, Elena sposa Savelli credendo Giulio morto, proprio quando nel 1527, mercenari conosciuti come Lanzichenecchi(Landsknechten) scendono in Italia e saccheggiano Roma, provocando caos e disordine.
Liberamente ispirato al romanzo di Stendhal, La Badessa di Castro.

## Produzione

### Location
Le riprese sono state effettuate presso la Villa Medicea "I Collazzi" di Scandicci.

## Trasmissione
La miniserie è stata trasmessa in prima visione su Canale 5 dal 13 ottobre al 17 novembre 2009.